# Distrikt Magdalena (Chachapoyas)

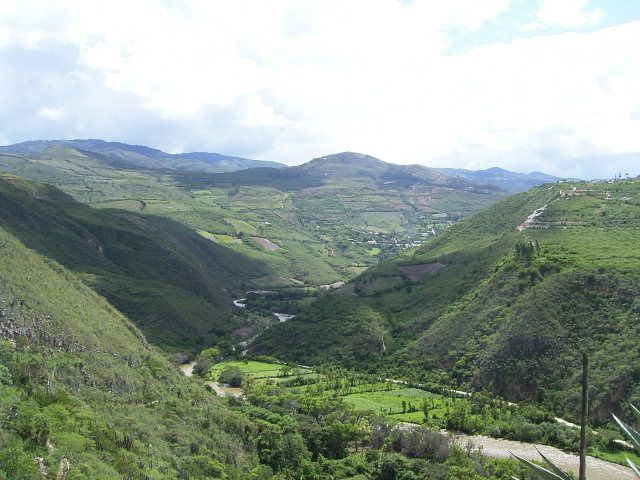
Flusstal des Río Utcubamba; Der Distrikt Magdalena befindet sich auf der linken Bildhälfte.

Der Distrikt Magdalena ist einer von 21 Distrikten der Provinz Chachapoyas in der Region Amazonas in Nord-Peru. Er hat eine Fläche von 135 km². Beim Zensus 2017 betrug die Einwohnerzahl 913. Im Jahr 1993 lag diese bei 1134, im Jahr 2007 bei 880. Sitz der Distriktverwaltung ist die 1876 m hoch gelegene Ortschaft Magdalena mit 746 Einwohnern (Stand 2017). Magdalena befindet sich 16 km südsüdwestlich der Provinz- und Regionshauptstadt Chachapoyas.
Magdalena befindet sich dort, wo die Berge in Richtung des Flusses Río Utcubamba abflachen. Von Magdalena aus hat man eine herrliche Aussicht auf Kuelap. Nach Magdalena kommt man mit dem Auto von Chachapoyas (Peru) aus.

## Geographische Lage
Im Norden grenzt der Distrikt Magdalena an den Distrikt San Isidro de Maino und den Distrikt Levanto, im Osten an die Provinz Rodríguez de Mendoza, im Süden an den Distrikt La Jalca, im Südwesten an den Distrikt San Juan de Lopecancha (Provinz Luya) und im Westen markiert der Fluss Río Utcubamba die Grenze zum Distrikt Tingo (ebenfalls in der Provinz Luya).

## Dörfer und Gehöfte im Distrikt Magdalena
- Agua Loca
- Ajingopampa
- Cangall
- Cedropampa
- Chillca
- Chillo
- Chosayacu
- Condechaca
- Cuchapampa
- Cuchipia
- Cuyapina
- Desengado
- Gacay
- Gosgarrillan
- Gupis
- Huilllin
- Laumal
- Limón
- Llaumote
- Lluycunga
- Luin
- Nogal Pampa
- Olanya
- Oncecha
- Paguana
- Parsul
- Penca Pampa
- Quilcalon
- Sahual
- Shahuante
- Yurac Yacu